# Jagdstaffel 8
La Königlich Preußische Jagdstaffel Nr 8 ou Jagdstaffel 8 (terme abrégé en Jasta 8) est une escadrille de la Luftstreitkräfte, la branche aérienne de l'Armée impériale allemande pendant la Première Guerre mondiale. Jasta est un acronyme formé par l'abréviation du mot allemand Jagdstaffel (escadrille de chasse). L'unité totalise au moins 91 victoires aériennes confirmées pendant la guerre, au prix de 4 pilotes tués et 8 blessés au combat ainsi qu'un tué dans un accident.

## Histoire
La Jagdstaffel 8 est fondée à Böblingen le 10 septembre 1916 à partir d'un petit noyau de pilotes d'avions monoplaces du Feldflieger Abteilung 6 (Groupe d'aviation de campagne 6) basés sur l'aérodrome de Roulers. Le 23 du même mois, la nouvelle unité est placée sous le commandement du Hauptmann Gustav Stenzel, un pilote récemment rentré du front de Macédoine, où il remporte deux victoires aériennes. Il en remporte deux autres avant d'être tué au combat le 28 juillet 1917. Après une brève intérim exercée par Konrad Mettlich (pl), c'est Constantin von Bentheim (de) qui assume le commandement de la Jasta 8 jusqu'à son départ pour passer à la tête du Jagdgruppe Nord (groupe de chasse Nord) en avril 1918.
Entretemps, la Jasta 8 est intégrée au Jagdgruppe 15 à l'été 1917. Constantin von Bentheim (de) a alors la double casquette de commandant de l'escadrille et du groupe. Au début de l'automne, elle est déplacée avec le reste du groupe de chasse à Jabbeke, au sud-est de Bruges, pour soutenir la 4e armée. En novembre, elle passe dans le secteur de la 2e armée, près du Cateau-Cambrésis, où elle reste jusqu'au printemps 1918.
Dans le cadre de l'offensive allemande du printemps, la Jagdstaffel 8 est intégrée au Jagdgruppe 1 (commandé encore une fois par Constantin von Bentheim, déjà commandant d'escadrille). Le groupe est déployé successivement sur le front de la 1re armée puis de la 5e armée depuis Balâtre pendant le printemps et l'été. Entre juillet et septembre, l'escadrille est basée à Neuville-Saint-Rémy avant de gagner Mercy-le-Haut, en Meurthe-et-Moselle, où elle reste jusqu'à la fin de la guerre. Elle est ensuite rapatriée à Breslau, où elle est dissoute et son personnel démobilisé le 3 décembre 1918.

## Liste des commandants (Staffelführer)
1. Hauptmann Gustav Stenzel (tué au combat) : 23 septembre 1916 - 28 juillet 1917
2. Oberleutnant Konrad Mettlich (pl) (par intérim)[4] : 28 juillet 1917 - 9 août 1917
3. Hauptmann Constantin von Bentheim (de) : 9 août 1917 - 1er avril 1918
4. Leutnant Werner Junck (blessé au combat) : 1er avril 1918 - 6 juillet 1918
5. Joachim de la Camp (de) : 6 juillet 1918 - 12 août 1918
6. Werner Junck : 12 août 1918 - 11 novembre 1918

## Membres célèbres
9 as de l'aviation ont fait partie de la Jagdstaffel 8 au cours de la guerre :
- Walter Göttsch (en)
- Rudolf Francke (en)
- Wilhelm Seitz (en)
- Rudolf Wendelmuth (en)
- Konrad Mettlich (pl)
- Werner Junck
- Alfred Ulmer (pl)
- Hans Körner
- Willi Kampe (en)

## Liste des bases d'opération
1. Rumbeke : 12 septembre 1916 - 30 septembre 1917
2. Jabbeke : 30 septembre 1917 - 19 novembre 1917
3. Le Cateau-Cambrésis : 20 novembre 1917 - 14 décembre 1917
4. Wassigny : 15 décembre 1917 - 21 mars 1918
5. Bohain : 21 mars 1918 - 24 mars 1918
6. Beauvois : 24 mars 1918 - 27 mars 1918
7. Balâtre : 27 mars 1918 - 5 juillet 1918
8. Neuville-Saint-Rémy : 6 juillet 1918 - 14 septembre 1918
9. Mercy-le-Haut : 15 septembre 1918 - 11 novembre 1918

### Note
1. ↑  Staffel est un terme féminin, en allemand[1].